# Ruperto Elichiribehety
Ruperto Elichiribehety Arhancet (27 de marzo de 1888 - 7 de abril de 1929) fue un capitán de navío uruguayo.

## Sus orígenes
Nació el 27 de marzo de 1888 en San Carlos, Maldonado. El antiguo solar vasco navarro, aquel que tantos hombres de templanza diera al mundo, estaba destinado a marcar también nuestra tierra con la impronta de su sangre impar, fueron sus padres José Elichiribehety y doña María Arhancet, franceses originarios de Mauleón, en los Bajos Pirineos.
Las aulas del colegio Juan de Dios Curbelo, en la Villa de San Carlos que le viera nacer, fueron el lugar de formación que complementó en su niñez la base recibida en el hogar. En la primera juventud dejó para siempre la antigua población bajando a Montevideo, donde cursó estudios secundarios en el Colegio Seminario.
La espiritualidad del ambiente familiar y de las casas de enseñanza que frecuentó, cimentaron la vocación humanista que ya nunca abandonaría al joven Elichiribehety, aún durante la dura etapa de su pasaje por la Academia Militar General y la Escuela Naval, de cuya primera promoción formó parte.
Ingresó a la Academia General Militar el 23 de febrero de 1905.
Al iniciarse los cursos de la Escuela Naval se anotó en ellos el 1 de abril de 1907 graduándose como Guardia Marina el 22 de diciembre de 1909.
Se le dio como primer destino el crucero "Montevideo", ascendiendo en agosto de 1910 a Alférez de Navío, y en 1915 es promovido a Teniente de Navío.

## La Expedición Nacional al Sur de 1916
En 1914, el explorador inglés Sir Ernest Shackleton llevó a cabo una nueva expedición al Polo Sur y quedó atrapado en los hielos al llegar al mar de Weddell.
La presión de la masa helada trituró el casco del "Endurance" y los tripulantes debieron refugiarse en un témpano que anduvo por meses a la deriva.
En abril de 1916, lograron alcanzar la Isla Elefante y desde allí, Shackleton, con algunos de sus hombres logró arribar a las Malvinas, desde donde envió una solicitud de auxilio para rescatar a los que aún continuaban en la isla.
Ante la ausencia de auxilio inmediato Uruguay, a pesar de carecer de barcos adecuados se ofreció a intentar el rescate aprontándose la pequeña nave "Instituto de Pesca N.º 1" de casco de hierro, que tendría al comando al entonces Teniente de Navío don Ruperto Elichirebehety.
Esta nave, originalmente "Princess Royal", fue construida en Aberdeen (Inglaterra) y dedicada a la pesca en el Mar del Norte en 1906.
En diciembre de 1912 pasa a la empresa "La Pescadora Argentina", es rebautizada "Diez", la cual es adquirida por el Instituto y Estación de Pesca del Uruguay en 8.000 libras el 1.º de diciembre de 1914. Sus características eran: eslora máxima 45,62 m, manga máxima 7,05 m, puntal 3,65 m, tonelaje total 339,52 ton y 152,79 ton netas.
Ya en 1916, el Teniente de Navío Ruperto Elichiribehety se enfrenta a la responsabilidad de comandar la expedición a la Isla del Elefante. Era tenido, con razón, por hombre dotado de cultura e inteligencia relevante, condiciones que le distinguen en el medio militar y social, sin restarle un ápice de sus dotes naturales de amabilidad y bondad.
A esas figuras de señorío tan especial no pueden escapar las situaciones importantes, que más que brindárselas, les reclaman. Así Elichiribehety respondió a la atracción de la soledad antártica que retenía desafiante a los náufragos del "Endurance", y ofreció su concurso a la iniciativa de rescate.
La oficialidad que le secundó en esa arriesgada campaña era encabezada por el Alférez de Navío Amoldo Pedro Camps Molina, nacido en Rivera en abril de 1884.
Integraba la Plana Mayor del crucero "Montevideo" cuando manifestó su voluntad de unirse a la partida salvadora, evidenciando la precisa firmeza que distinguiría toda su carrera, integrante de la Promoción N.º  2 de la Escuela Naval, egresado en 1910.
Otro Alférez de Navío, el salteño de veinticuatro años Juan José San Martín Abellanal, también formó parte del osado grupo desde un principio.
Este Oficial, que había revistado como Soldado del Batallón de Infantería N.º 4 antes de ingresar a la Marina Militar, se encontraba destinado en el cañonero " 18 de Julio" cuando se aceptó su ofrecimiento para participar en la expedición, integrante de la Promoción N.º  4 de la Escuela Naval, egresado en 1914.
Hasta la noche previa a la zarpada, todas las fuentes de información coinciden en reconocer la presencia a bordo del "Instituto de Pesca N.º  1", de Elichiribehety, Camps y San Martín, así como también del Jefe de Máquinas Ramón Folch Bonafont, Alférez de Navío asimilado que servía a bordo del crucero "Montevideo" tras haberlo hecho en la vieja cañonera "General Rivera", en cuya trágica voladura resultó lesionado.
Sin embargo, la Plana Mayor no estaría completa hasta la mañana del mismo día en que el vapor zarpó para el sur, cuando se le sumó el Alférez de Navío Héctor Castells Carafi, un joven barcelonés de nacimiento, que hasta entonces no había visto contemplados sus deseos de tomar parte en el viaje y sufría por el rechazo a su generosidad.
Tan inconsolable dolor le embargaba, que la propia madre decidió presentarse a Elichiribehety rogándole intercediera para satisfacer las juveniles ansias de servir de su hijo, integrante de la Promoción N.º  3 de la Escuela Naval, egresado en 1911.
La bonhomía del jefe expedicionario, unida a los particularísimos mecanismos propios de entonces, dieron solución al punto, y así un sonriente Castells Carafi nos observa desde las fotografías tomadas antes de zarpar.
Junto a la Oficialidad oriental viajó el Teniente de Navío de la Reserva de la Armada Real Británica, George E. Ryan, del transporte "Macedonia". Su presencia a bordo fue debida a la solicitud que el representante diplomático inglés en Montevideo presentara ante las autoridades nacionales, movido quizá por aquella desconfianza hacia Shackleton a que aludimos, y no a lo que se supuso una codirección oriental-británica de la expedición.
Este Teniente bajó a tierra el día 7 de junio, víspera de la zarpada del "Instituto de Pesca N.º  l", acompañando a su Comandante junto a otros dos oficiales, dirigiéndose todos a la Legación de su país. Una vez concedido el correspondiente permiso para que se verificase la participación de Ryan en el viaje a Elefante, el Comandante del "Macedonia" regresó al buque con los restantes Oficiales, zarpando de inmediato por las exigencias de neutralidad de Montevideo, mientras que aquel era presentado a la gente de a bordo por el embajador Mitchell Innes, revistando a partir de ese momento como agregado a la expedición según definitivamente lo aclara el Comandante Elichiribehety en su informe al Ministerio de Guerra y Marina.
El riesgo supuesto por la empresa que se iba a acometer, hizo insoslayable la necesidad, entre otras, de contar con auxilio sanitario a bordo, y al efecto la Asistencia Pública envió al Practicante Oscar Rodríguez Rocha, un adelantado estudiante de medicina que se había presentado voluntariamente para ello.
El personal subalterno de la expedición se integró con hombres de la Escuadra Nacional, tripulantes originales del vapor pesquero, y personal contratado.
El crucero "Montevideo" envió a sus voluntarios: el radiotelegrafista Luis M. de los Santos, el cocinero José Vidal, los cabos de Mar Pedro Correa y Juan Villa, el Cabo de Cañón Jesús Amor, los marineros Carlos Rosales y Umberto Fassolo, el ayudante de carpintero Arnaldo D'Urso, los foguistas Nicanor Breijo, Manuel Pereira y Leoncio Núñez, y los carboneros Manuel Giménez y Modesto Nogueira.
También el cañonero " 18 de Julio" supo del entusiasmo de nuestros hombres, y uno de sus tripulantes, el Marinero Manuel de Souza, ofreció servir en la expedición, y para ello se le comisionó a órdenes de Elichiribehety.
De los tripulantes del "[Instituto de Pesca N.º  l]" fueron de la partida los maquinistas lro. y 2.º. Juan Aminore y Juan José Domínguez, el 1.er, Contramaestre Juan Martínez, los marineros José María Galo y Antonio Alonso, los foguistas Antonio Olivera y José López, y el carbonero Domingo Alonso.
Se contrató a un enfermero, que fue Francisco Castelar, y dos hombres que revistarían como marineros: Guillermo Thomas y Bernardo Lange.
De este último personaje nada conocemos excepto una fotografía que le muestra gastando un sombrero de aire extravagante; en cuanto a Thomas le sabemos hermano del presidente de una institución montevideana de caridad, y viajero a las regiones del Sur a bordo de naves argentinas.
Tan heterogénea tripulación podrá sobrellevar sin inconvenientes los sacrificios que supone una empresa como la que emprendiera, gracias a 2 factores: el espíritu común y la acción del Jefe Expedicionario.
Lo primero es comprensible, pues el carácter de voluntarios que le signa, es de suyo una actitud interior común que unirá el grupo ante las dificultades de cada momento y la presunción de un difícil futuro.
Mas la homogeneidad que de ello surge tiene un valor estático que puede verse superado por la gravedad de algunos acontecimientos, siendo allí donde asumió su papel la conducción impecable, paternalmente severa y protectora, del Comandante Elichiribehety. Se aprecia al repasar las Órdenes Generales de él emanadas, que no bien se hace a la mar con su buque, resuelve con energía y brevedad la compleja cuestión que plantea relacionar jerárquica y orgánicamente a personas de tan diversos orígenes, como era el caso de la tripulación a su mando. Solucionado ese primer punto, librará la conducción a un trato de humana y considerada camaradería.
Bastará con ver el desarrollo del viaje austral para reconocer el efecto de tal proceder.
Fueron estos hombres de la estirpe de los mejores, quienes hicieron posible una página de la historia, ganando para la Patria el título de generosa, y exaltando la humilde condición de un pequeño buque pesquero al lugar de honor que corresponde a las naves de las grandes hazañas.
La expedición zarpó de Montevideo el 9 de junio de 1916, arribando en una semana a Puerto Stanley, donde se le unió Shackleton, quien luego de advertir lo peligroso del viaje insistió en que aquel que quisiese hacerlo abandonase la misión. Luego de conocer la unánime voluntad de seguir adelante, se zarpó el 17 de junio de 1916.
Puede decirse sin lugar a dudas que la expedición al Sur fue una verdadera causa nacional, de cuya magnitud dan cuenta las publicaciones del momento declarando que "la excursión a los mares antárticos casi inaccesibles" es producto de una "heroicidad nada vulgar en esta época", que "pone a prueba a nuestro pueblo", trayendo honor y prestigio al país", y son hechos "que corroboran la ilusión de los que creen que hay todavía mucho de incontaminado y de bueno, de altruista y de hidalgo, de desinteresado y de generoso en el alma de los pueblos y en el espíritu de los hombres".
Aquí en tierra firme no eran menos atendidas las noticias que traían desde las Malvinas los viajeros que habían pasado por allí recientemente, destacándose entre ellas las expresiones del Obispo Every, D.D., llegado el 8 por la noche a bordo del "Oronsa", y del médico Vicente Subiza, quien también estuvo en contacto con Shackleton y brindaba así fehacientes versiones de la opinión del explorador respecto a las posibilidades de supervivencia y rescate de sus hombres.
Mientras todo esto ocurre, allá en el mar la telegrafía sin hilos llevaba a los nuestros palabras desde la patria ya lejana, que van condensadas en los despachos que firman el ministro de Guerra, el Senado, varios Jefes y oficiales de la Armada, el embajador británico y el Club Inglés, entre otros, piezas magníficas de reconocimiento y apoyo que insuflaron más fuego, si cabe, en aquellos valientes corazones.
El radio del ministro Sánchez resume impecablemente cuanto se deseaba a los marinos, diciendo así: "Teniente de Navío R.L. Elichiribehety - Valor, confianza, serenidad. Deseóles felicidad y espero triunfo. Salúdalo Ministro de Guerra y Marina".
Iniciada la navegación, se tomaron todas las providencias más adecuadas, además de mantener una estrecha situación del buque "a son de mar", la vigilancia y seguridad fueron motivo de medidas extraordinarias, como ser guardias permanentes de vigía en el nido de cuervo del trinquete, además se reforzó la guardia de navegación, asignando a los Oficiales ingleses embarcados como Ayudantes de los Oficiales orientales que se desempeñaban como Comandantes de Guardia, con rumbo casi exactamente Sur, navegando en procura de la Isla del Elefante.
En el agradable ambiente de respetuosa camaradería que reinaba en la nave, y mientras la navegación transcurría aceptablemente tranquila, pasaron los días 18,19 y la mayor parte del 20, mas cuando este llegaba a su fin, a las 23 y 55, la presencia de la región polar fue patente al avistarse los
primeros hielos.
El Alférez de Navío San Martín divisó los moles errantes, adelantándose al Capitán Worsley que le acompañaba, hombre acostumbrado a navegar en aquellos gélidos parajes, y aun antes que el serviola diera la voz de alerta.
Toda la tripulación fue puesta en pie para cubrir los trabajos que ya se derivarían de la situación, cuya peligrosidad residía en la extraña disposición y composición de los hielos, que según lo expresó Shackleton en ese momento, eran impropias de la estación.
Así llegó para los expedicionarios el 21 de junio, inicio del invierno que recibía entre los hielos antárticos el primer vapor de casco metálico que jamás osara navegar en tan altas latitudes.
Durante toda la noche se maniobró para evitar el abordaje de los témpanos, y recién a las 7 y 30 se pudo gobernar rumbo a la Isla del Elefante, siempre entre innumerables hielos llevados por la corriente, y con el agua a punto de congelación, densa, casi irreal, adhiriéndose a los costados de la nave como si las leyes de los fluidos se hubieran alterado en ese mundo de visos sobrenaturales.
Pero la realidad llegó a las 9 y 30, cuando entre las brumas polares aparecieron las montañas de Elefante. Allí se agigantaron las esperanzas de triunfo de los orientales, anhelo que según el Jefe Expedicionario nació a la vista de los primeros hielos y "se posesionó de nuestros espíritus y sentimos ansias de gloria superiores a las de la partida, pero más que para nosotros, para nuestra querida Patria que nos confiara su enseña llena de sol para que la hiciéramos flamear en los blancos picachos de la Isla del Elefante".
Este hombre, que abrasaba su espíritu en el fuego del patriotismo, comentó al regreso que cuando vieron sobre el horizonte las alturas de la isla, su
única consigna fue "avanzar, siempre avanzar", y él con sus oficiales, creyentes todos en el valor intrínseco de los hijos del solar paterno, sintieron que su misión era "imponer a la dura impenetrabilidad de los témpanos la tenacidad perseverante de nuestra sangre". ¡Qué ejemplo magnífico para las generaciones venideras!
En ese estado de exaltación casi místico, en que se mezclaban el sentido de la sangre y el deber de cumplir el compromiso nacional, llegaron a los hielos que rodeaban la isla. Un cinturón de veinte millas de ancho, compacto, irregular, agrietado, insalvable.
Se navegó sin éxito buscando una zona en que la faja fuera más angosta, mientras que los hielos seguían llegando desde el Oeste y al adherirse a las bandas del buque le restaban velocidad y capacidad de maniobra, bastando poco más para que la mano helada retuviera para siempre el atrevido vapor.
Pero las circunstancias, cada vez más difíciles, parecían haber retado a los orientales, que ahora querían intentar el abordaje de la isla en trineo o con esquíes, según lo relató el Alférez Camps en Montevideo, pero en verdad era imposible dado que el campo de hielo que se extendía ante ellos era de superficie muy quebrada, y en esas grietas hubieran perdido la vida cuantos intentaran cruzar la barrera helada.
El 21 de junio, cuando ya se estaba a unas 20 millas de la Isla Elefante, Shackleton planteó la vuelta a Puerto Stanley ante el peligro de la gran cantidad de bloques de hielo que amenazaba atrapar al buque oriental como había acaecido con el "Endurance".
Ante la resistencia de la Oficialidad uruguaya a volver sin cumplir el objetivo, se celebró un consejo. Durante el mismo el explorador inglés insistiría en sus argumentaciones pero el Teniente Elichiribehety solicitó que quedase documentado por escrito que la decisión asumida se debió a su criterio y este se avalaba por sus argumentaciones: pocas condiciones del buque para soportar la presión de los hielos, y el peligro de haber aumentado la cantidad de témpanos corriendo el riesgo de perecer atrapados sin poder igualmente prestar el socorro a los náufragos.
Nuestro Comandante, sin embargo, no juzgaba agotadas las posibilidades, porque ante todo en su pecho golpeaba el honor, que no mide, frente a la eficiencia, que solo calcula; y el honor disponía seguir adelante.
Recién a las 13 horas, cuando el explorador británico se opuso tenazmente a seguir y demostró con certeza la esterilidad del sacrificio inminente, se decidió a llamar a Consejo de Oficiales.
Situado en la línea de la más pura tradición, supo ser exigente y paternal, exigente consigo mismo antes que nada, y paternal para tener presentes a sus subalternos, de quienes no dudaba en exigir el máximo desprendimiento pero a los que debía protección.
En ese instante de grave emotividad buscó en sus subordinados inmediatos un auxilio, no para su capacidad indiscutida, sino para su conciencia de hombre recto que pedía al Consejo un juicio sobre el camino legítimo a seguir.
Fue ante sus Oficiales y presentó un documento redactado por Shackleton en el que consignan las razones que obligaban a regresar a la vez que ponen en salvaguarda el honor de nuestros compatriotas.
Este documento está redactado en español en el original y refrendado por unos párrafos en idioma inglés. Dice así:

"En navegación y en latitud 60° 42'S y longitud 54° 46'W el abajo firmado, declara para salvaguardia del honor y responsabilidad del Sr. Comandante del Vapor Instituto de Pesca N.º  1 Teniente de Navío Dn. Ruperto Elichiribehety y Sres. Oficiales Alféreces de Navío Dn. Amoldo Camps, Dn. Héctor Castells y Dn. Juan Sanmartín y tripulación, que al pretender acercarse a la Isla Elefante, hubo que desistir, debido a que la cantidad de témpanos existentes que la rodeaban, lo hacía no tan solo imposible sino de peligro inminente, razón por la cual el que suscribe insistió ante el Comandante en alejarse inmediatamente de aquellas proximidades, por cuanto se corría el riesgo de quedar aprisionados por los hielos y perecer indefectiblemente, sin haber logrado llevar a los náufragos ni un solo auxilio".

"Hace constar el abajo firmado que el Sr. Elichiribehety y Sres. Oficiales Insistieron por repetidas veces, en que el salvataje se llevara a efecto por todos los medios, aun a riesgo de permanecer aprisionados por los hielos, ya en una forma, ya en otra con tal de cumplir la elevada misión de su gobierno. Pero las circunstancias apuntadas anteriormente, no permitieron acercarnos con el barco más que a veinte millas del punto más favorable para realizar el salvataje, lo que determinó al firmante, - perfecto conocedor de estas regiones- a oponerse ante tan noble empeño, que a nada práctico conduciría pero que habla muy alto en favor del Sr. Comandante y Oficiales del vapor Instituto de Pesca N.º  l, perteneciente a la República Oriental del Uruguay. Y esta oposición está fundada además en la fuerte circunstancia de que el barco no es lo suficientemente fuerte para someterlo a la presión de los témpanos, entre los cuales abundaban los de grandes dimensiones".
"En navegación, junio veinte y uno del año mil nueve cientos diez y seis".
E.H. Shackleton
Commander Antartic Expedition.

No bien se había tomado la decisión, la baja temperatura rompió los tubos del condensador de vapor haciendo que se debiera parar la máquina, continuando la navegación a vela. El 25 de junio se arribó de nuevo a Puerto Stanley para efectuar las reparaciones.
El Comandante Elichiribehety insistirá para que las mismas se hagan a fondo a fin de concretar la misión, pero al haberse estimado en más de 20 días los trabajos, tiempo en el que las condiciones climáticas se agudizarían, Shackleton decidió ir a Punta Arenas para obtener otro auxilio.
Los marinos compatriotas quisieron volver solos a intentar el rescate, pero ante insistentes órdenes recibidas desde Montevideo, se inició el repliegue.
Quedó en alto el prestigio de los marinos del país, su voluntad de colaboración y solidaridad, reconocida por la opinión mundial. Los malvinenses despidieron a los tripulantes orientales con el mismo calor con que fueron recibidos en Montevideo, a su regreso el 12 de julio.
En esa oportunidad el Comandante Elichiribehety expresó entre otros conceptos:
"Tengo el honor, señores, de haber sido el Jefe de esta expedición que llevó esa bandera blanca y celeste por primera vez a flamear a 60 grados 42 minutos de latitud Sur en pleno invierno, y devolverle hoy a nuestra Patria después de soportar los temporales que la hicieron jirones, y habiendo recibido en sus franjas el beso de los hielos de las Shetland del Sur, vuelve inmaculada y pura como nos la legaron nuestros antepasados. Ahí la tenéis señores, es vuestra enseña".

## Otras actividades
En 1917, Elichiribehety tomó el mando de la "Escuela de Marineros", el 25 de febrero de 1918 es nombrado Jefe del "Servicio Hidrográfico de la Armada", como Capitán de Corbeta y el 1 de abril de 1918 fue nombrado Profesor de "Astronomía y Navegación" de la Escuela Naval.
Un año más tarde fue designado Comandante del Transporte Nacional "Salto" ex alemán "Harzburg", y el 19 de enero de 1921 ocupó el cargo de subdirector de la Armada.
Al ascender a Capitán de Fragata el 26 de abril de 1924 fue agregado al Ministerio de Guerra y Marina y luego pasó a integrar la Comisión de Transportes Nacionales, administradora de los buques ex alemanes ocupados por el Gobierno. Se le autoriza a aceptar el cargo de Ayudante del Curso Industrial N.º  1, con fecha 14 de octubre de 1926.
Con fecha 24 de mayo de 1927 es nombrado Jefe del Cuerpo de Policía Marítima y el 24 de enero de 1928 es designado para integrar la Comisión de revisión de los Reglamentos y disposiciones de la Capitanía General de Puertos.
El Capitán Elichiribehety contrajo enlace con la Srta. Coloma Fontana Bussón, de este matrimonio nació la niña Matilde.
Con fecha 16 de febrero de 1928 es ascendido a Capitán de Navío y el 8 de mayo de ese mismo año es nombrado Miembro de la Comisión Calificadora de la Armada.
El Capitán de Navío don Ruperto Elichiribehety Arhancet falleció el 7 de abril de 1929.

## Estación Científica Antártica Ruperto Elichiribehety
El 22 de diciembre de 1997, el Instituto Antártico Uruguayo estableció una base en la península Antártica, denominada "Estación Científica Antártica Ruperto Elichiribehety (ECARE), en homenaje a la gesta que significó la conducción de la primera expedición nacional al sur de 1916, conducida por Elichiribehety.